# Winnie Jemutai
Winnie Jemutai Boinett, née le 4 juin 2003, est une coureuse de demi-fond et de fond ainsi qu'une coureuse de steeple-chase kenyane.

## Biographie
Jemutai est originaire de Burnt Forest, comté d'Uasin Gishu, Kenya. Son père est Micah Boinett, un ancien coureur de steeple-chase qui a participé aux Championnats du monde de cross-country de 1985 et a remporté le championnat de cross-country masculin de division I de la NJCAA de 1989 représentant les Buccaneers du Blinn College.

### Carrière
Jemutai commence sa carrière en 2021 sur un parcours de 1 500 mètres.
Pendant la période, il représente la Force de défense du peuple ougandais aux 5e et 7e essais nationaux ougandais, terminant au rang de deuxième lors du premier événement.
Lors des essais mondiaux U20 2021 au Kenya, Jemutai termine 2e en 4min17.55s, la qualifiant pour les Championnats du monde d'athlétisme U20 2021. Lors du championnats, elle termine 2ème de sa demi-finale pour avancer derrière Diribe Welteji ,,. En finale, Jemutai a terminé 3ème, remportant sa première médaille internationale.
En 2023, elle reprend la course, après avoir fait ses débuts au 3000 mètres steeple en 9:45.11 pour remporter les Championnats des forces de défense du Kenya, elle s'est rendue en France et a remporté le Meeting National de Strasbourg 1500 m avec un record personnel de 4:09.62,. Faisant ses débuts sur piste sur 5 000 m, Jemutai a terminé 2e au meeting ISTAF de Berlin 2023 en 14:56, derrière seulement Letesenbet Gidey qui a raté de peu le record du monde du 5 000 m. Cinq jours plus tard, au Memorial Van Damme 2023, Jemutai a amélioré son temps à 14:39.05 pour terminer 4e. Deux jours seulement après son nouveau record personnel, Jemutai a couru 5:52.92 au Hanžeković Memorial 2000 mètres steeple, une marque qui fait d'elle la 5e meilleure performeuse de tous les temps dans cette épreuve et la 3e meilleure performeuse en extérieur. Elle a terminé sa saison en novembre en se classant dans deux réunions du World Athletics Cross Country Tour espagnol.

## Palmarès

### Progression des records personnels
| # | Marque    | Pl.                | Concours                                    | Lieu               | Date        | Ref. |
| - | --------- | ------------------ | ------------------------------------------- | ------------------ | ----------- | ---- |
| 1 | 4:24.56 A | Médaille d'argent  | 5e Essais nationaux ougandais               | Kampala, Ouganda   | 9 Apr 2021  |      |
| 2 | 4:21.04 A | (Heat 2)           | Sélections mondiales U20 au Kenya           | Nairobi, Kenya     | 1 Jul 2021  |      |
| 3 | 4:17.55 A | Médaille d'argent  | Sélections mondiales U20 au Kenya           | Nairobi, Kenya     | 2 Jul 2021  |      |
| 4 | 4:10.18 A | Médaille de bronze | Championnats des forces de défense du Kenya | Nairobi, Kenya     | 25 May 2023 |      |
| 5 | 4:09.62   | Médaille d'or      | Meeting National de Strasbourg              | Strasbourg, France | 15 Jun 2023 |      |

| # | Marque        | Pl.               | Concours             | Lieu                | Date       | Ref. |
| - | ------------- | ----------------- | -------------------- | ------------------- | ---------- | ---- |
| 1 | 16:10 (route) | 8e                | Urban Trail de Lille | Lille, France       | 6 Nov 2021 |      |
| 2 | 14:56.99      | Médaille d'argent | ISTAF Berlin         | Berlin, Allemagne   | 2 Sep 2023 |      |
| 3 | 14:39.05      | 4ème              | Mémorial van Damme   | Bruxelles, Belgique | 7 Sep 2023 |      |